# WNUE
Koordinaten: 28° 50′ 52″ N, 80° 51′ 50″ W
WNUE oder WNUE-FM (Branding: „Salsa 98.1“; Slogan: „salsa y mas“) ist ein US-amerikanischer spanischsprechender Hörfunksender aus Titusville im US-Bundesstaat Florida. WNUE-FM sendet auf der UKW-Frequenz 98,1 MHz. Das Sendeformat ist ausgerichtet auf die hispanische Gesellschaft. Eigentümer und Betreiber ist die Entravision Holdings, LLC.

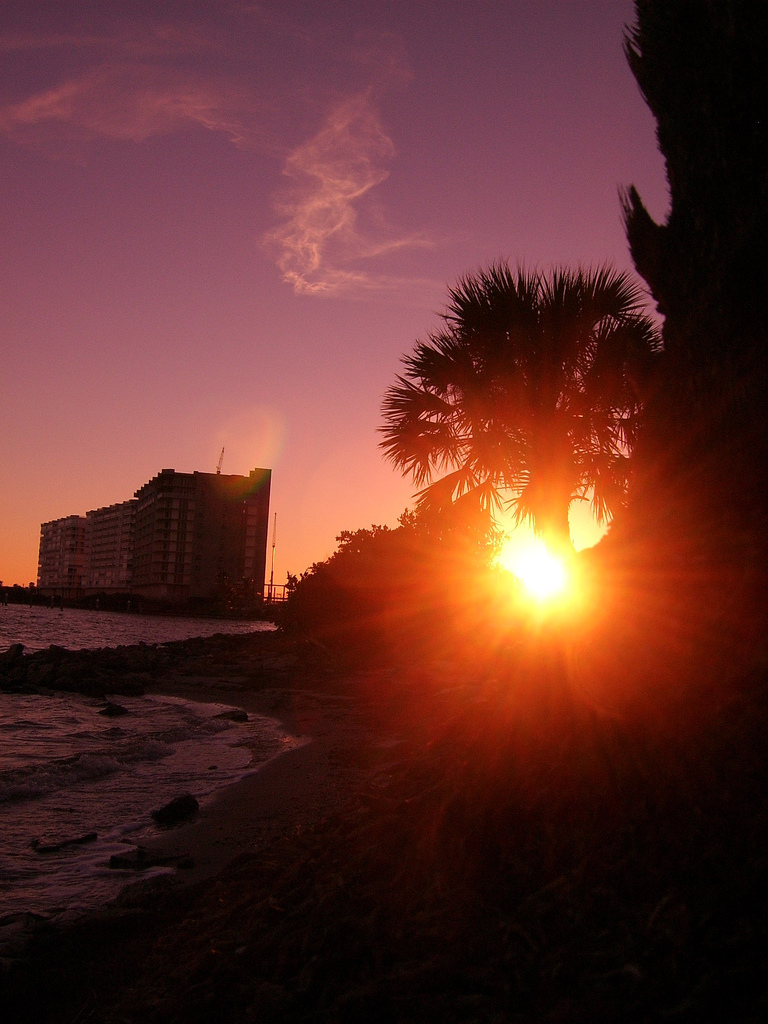
Titusville, Florida